# Sport (biologia)
Sport (klon) - termin stosowany w sadownictwie i w hodowli roślin ozdobnych dla mutantów odmiany uprawnej różniących się pojedynczą cechą, często ważną z gospodarczego punktu widzenia, w stosunku do odmiany wyjściowej.
W każdej odmianie może dojść do spontanicznej mutacji w wyniku czego odmiana staje się niejednorodna genetycznie. Wśród takiej niejednorodnej populacji można znaleźć osobniki, które są często bardziej wartościowe niż odmiana macierzysta. Wyodrębnia się ją i rozmnaża wegetatywnie (najczęściej poprzez szczepienie lub okulizację). Przykładowym sportem jest żółtoowocowa odmiana jabłoni Gold Bohemia, która jest klonem żółtoczerwonej odmiany Rubin.   